# Liste des lieux patrimoniaux de la péninsule d'Avalon
Cet article recense les lieux patrimoniaux de la péninsule d'Avalon (excluant Saint-Jean de Terre-Neuve) inscrits au répertoire des lieux patrimoniaux du Canada, qu'ils soient de niveau provincial, fédéral ou municipal. 
Pour plus de commodité, la liste des lieux patrimoniaux de Terre-Neuve-et-Labrador est divisée par région ou municipalités locales, étant donné qu'il existe plusieurs milliers de lieux patrimoniaux à Terre-Neuve-et-Labrador. Ceci est un choix rédactionnel et non pas officiel.

## Listes
- Saint-Jean de Terre-Neuve
- Péninsule d'Avalon (excluant Saint-Jean de Terre-Neuve)
- Péninsule de Bonavista
- Centre de Terre-Neuve
- Ouest de Terre-Neuve
- Labrador

- Haut – A
- B
- C
- D
- E
- F
- G
- H
- I
- J
- K
- L
- M
- N
- O
- P
- Q
- R
- S
- T
- U
- V
- W
- X
- Y
- Z
- 0-9

| [ 1 ] | Lieu patrimonial                                                                       | Illustration                                                                | Municipalité               | Adresse                      | Coordonnées      | No    | Constr. | Prot.                                                    | Rec. | Notes |
| ----- | -------------------------------------------------------------------------------------- | --------------------------------------------------------------------------- | -------------------------- | ---------------------------- | ---------------- | ----- | ------- | -------------------------------------------------------- | ---- | ----- |
| P     | 282 Coastal Defence Battery Registered Heritage Structure                              | Téléverser                                                                  | Argentia                   |                              | 47.2734 -53.9896 | 3843  | 1941    | Registered Heritage Structure                            | 2005 |       |
| P     | Drake House Registered Heritage Structure                                              | Drake House Registered Heritage Structure                                   | Arnold's Cove              |                              | 47.766 -53.9868  | 1781  |         | Registered Heritage Structure                            | 2004 |       |
| M     | First Anglican Cemetery and War Memorial Site Municipal Heritage Site                  | First Anglican Cemetery and War Memorial Site Municipal Heritage Site       | Arnold's Cove              |                              | 47.7574 -53.9899 | 11941 |         | Municipal Heritage Building, Structure or Land           | 2008 |       |
| M     | Salvation Army Cemetery Municipal Heritage Site                                        | Salvation Army Cemetery Municipal Heritage Site                             | Arnold's Cove              |                              | 47.7559 -53.9937 | 11940 |         | Municipal Heritage Building, Structure or Land           | 2008 |       |
| M     | Second Anglican Cemetery Municipal Heritage Site                                       | Téléverser                                                                  | Arnold's Cove              |                              | 47.7552 -53.99   | 11942 | 1915    | Municipal Heritage Building, Structure or Land           | 2008 |       |
| P     | Avondale Railway Station                                                               | Avondale Railway Station                                                    | Avondale                   |                              | 47.4074 -53.2048 | 2102  | 1880    | Registered Heritage Structure                            | 1988 |       |
| P     | Abram Richards Property                                                                | Téléverser                                                                  | Bareneed                   |                              | 47.5691 -53.2595 | 1785  | 1912    | Registered Heritage Structure                            | 2001 |       |
| P     | Bay Bulls Harbour Provincial Historic Site                                             | Téléverser                                                                  | Bay Bulls                  |                              | 47.3125 -52.8079 | 3481  | 1696    | Provincial Historic Site                                 | 1975 |       |
| F     | Phare (Bay Bulls)                                                                      | Téléverser                                                                  | Bay Bulls                  |                              | 47.19 -52.44     | 9729  | 1908    | Recognized Federal Heritage Building                     | 1992 |       |
| M     | Bay Roberts Railway Station Municipal Heritage Site                                    | Téléverser                                                                  | Bay Roberts                |                              | 47.5946 -53.2746 | 13238 |         | Municipal Heritage Building, Structure or Land           | 2007 |       |
| P     | Bay Roberts Railway Station Registered Heritage Structure                              | Téléverser                                                                  | Bay Roberts                |                              | 47.5948 -53.2746 | 8003  |         | Registered Heritage Structure                            | 2007 |       |
| M     | Calpin/Myers Property Municipal Heritage Site                                          | Téléverser                                                                  | Bay Roberts                |                              | 47.5938 -53.2629 | 15370 |         | Municipal Heritage Building, Structure or Land           | 2009 |       |
| F     | Lieu historique national du Canada de l'Édifice-du-Câble                               | Téléverser                                                                  | Bay Roberts                | Water Street                 | 47.5966 -53.2538 | 11970 | 1913    | National Historic Site of Canada                         | 2008 |       |
| P     | Western Union Cable Building                                                           | Téléverser                                                                  | Bay Roberts                |                              | 47.5963 -53.2544 | 2040  | 1913    | Registered Heritage Structure                            | 1998 |       |
| M     | Western Union Cable Building Municipal Heritage Site                                   | Téléverser                                                                  | Bay Roberts                |                              | 47.5963 -53.2544 | 13239 | 1913    | Municipal Heritage Building, Structure or Land           | 2009 |       |
| P     | Blundon House                                                                          | Blundon House                                                               | Bay de Verde               |                              | 48.0864 -52.8985 | 2096  | 1896    | Registered Heritage Structure                            | 1997 |       |
| M     | Branch Cove Fossiliferous Rocks Municipal Heritage Site                                | Téléverser                                                                  | Branch                     |                              | 46.8691 -53.9537 | 12902 |         | Municipal Heritage Building, Structure or Land           | 2008 |       |
| M     | The Hearth Municipal Heritage Site                                                     | Téléverser                                                                  | Branch                     |                              | 46.88 -53.9536   | 12903 |         | Municipal Heritage Building, Structure or Land           | 2008 |       |
| M     | The Old Graveyard Municipal Heritage Site                                              | Téléverser                                                                  | Branch                     |                              | 46.8812 -53.9517 | 12904 |         | Municipal Heritage Building, Structure or Land           | 2008 |       |
| M     | The Plot Municipal Heritage Site                                                       | Téléverser                                                                  | Branch                     |                              | 46.8814 -53.9516 | 12911 |         | Municipal Heritage Building, Structure or Land           | 2008 |       |
| M     | War Memorial Municipal Heritage Site                                                   | Téléverser                                                                  | Branch                     |                              | 46.8817 -53.9567 | 12905 | 1980    | Municipal Heritage Building, Structure or Land           | 2008 |       |
| P     | Bartlett/Burke House                                                                   | Téléverser                                                                  | Brigus                     |                              | 47.5328 -53.2085 | 2050  | 1830    | Registered Heritage Structure                            | 1990 |       |
| M     | Brigus Historical Zone                                                                 | Téléverser                                                                  | Brigus                     |                              | 47.5328 -53.2085 | 5455  |         | Municipal Heritage Building, Structure or Land           | 1994 |       |
| F     | Cottage Hawthorne                                                                      | Cottage Hawthorne                                                           | Brigus                     | north side of Irishtown Road | 47.5354 -53.2085 | 2634  | 1830    | LHN                                                      | 1978 | ,     |
| F     | Cottage Hawthorne                                                                      | Cottage Hawthorne                                                           | Brigus                     | Irishtown Road               | 47.5352 -53.2099 | 16784 | 1830    | ÉFP classé                                               | 1993 | ,     |
| P     | Fowler House                                                                           | Fowler House                                                                | Brigus                     |                              | 47.5378 -53.2099 | 1888  | 1850    | Registered Heritage Structure                            | 1988 |       |
| P     | Hearn House                                                                            | Téléverser                                                                  | Brigus                     |                              | 47.535 -53.2113  | 2229  | 1840    | Registered Heritage Structure                            | 1996 |       |
| P     | Joseph Bartlett House                                                                  | Joseph Bartlett House                                                       | Brigus                     |                              | 47.533 -53.2099  | 2226  | 1850    | Registered Heritage Structure                            | 1998 |       |
| P     | Lakeview Registered Heritage Structure                                                 | Téléverser                                                                  | Brigus                     |                              | 47.5337 -53.2082 | 8005  | 1872    | Registered Heritage Structure                            | 2007 |       |
| P     | Landfall (Kent Cottage) Registered Heritage Structure                                  | Landfall (Kent Cottage) Registered Heritage Structure                       | Brigus                     |                              | 47.5423 -53.2032 | 2273  |         | Registered Heritage Structure                            | 1988 |       |
| P     | St. George's Anglican Church                                                           | St. George's Anglican Church                                                | Brigus                     |                              | 47.5365 -53.2075 | 2076  | 1877    | Registered Heritage Structure                            | 2004 |       |
| P     | Grange de pierre                                                                       | Grange de pierre                                                            | Brigus                     |                              | 47.5355 -53.2098 | 1671  | 1825    | Structure patrimoniale répertoriée                       | 1986 |       |
| P     | Mosquito School House                                                                  | Téléverser                                                                  | Bristol's Hope             |                              | 47.7183 -53.192  | 2052  | 1828    | Registered Heritage Structure                            | 1988 |       |
| P     | Mary Boland House Registered Heritage Structure                                        | Téléverser                                                                  | Calvert                    |                              | 47.0592 -52.9113 | 2230  |         | Registered Heritage Structure                            | 2003 |       |
| M     | Immaculate Conception Cemetery Municipal Heritage Site                                 | Immaculate Conception Cemetery Municipal Heritage Site                      | Cape Broyle                |                              | 47.0985 -52.9414 | 5764  |         | Municipal Heritage Building, Structure or Land           | 2006 |       |
| M     | Immaculate Conception Church and Grounds Municipal Heritage Site                       | Immaculate Conception Church and Grounds Municipal Heritage Site            | Cape Broyle                |                              | 47.0964 -52.9447 | 5865  | 1947    | Municipal Heritage Building, Structure or Land           | 2006 |       |
| P     | R.J. O'Brien's General Store                                                           | R.J. O'Brien's General Store                                                | Cape Broyle                |                              | 47.0959 -52.9486 | 3844  | 1945    | Registered Heritage Structure                            | 2005 |       |
| F     | Lieu historique national du Canada du Phare-du-cap-Pine                                | Lieu historique national du Canada du Phare-du-cap-Pine                     | Cape Pine                  |                              | 46.6172 -53.5326 | 10586 | 1851    | National Historic Site of Canada                         | 1974 |       |
| F     | Lieu historique national du Canada du Phare-du-cap-Race                                | Lieu historique national du Canada du Phare-du-cap-Race                     | Cape Race                  |                              | 46.6587 -53.0735 | 10652 | 1907    | National Historic Site of Canada                         | 1974 |       |
| F     | Phare de cap Race                                                                      | Téléverser                                                                  | Cape Race/Cap Race         |                              | 46.6628 -53.0771 | 3627  | 1907    | Recognized Federal Heritage Building                     | 1990 |       |
| P     | 62 Water Street                                                                        | 62 Water Street                                                             | Carbonear                  |                              | 47.7409 -53.2082 | 1993  | 1919    | Registered Heritage Structure                            | 1993 |       |
| F     | Ancienne gare de Carbonear (Newfoundland Railway)                                      | Téléverser                                                                  | Carbonear                  |                              | 47.7332 -53.2282 | 14129 | 1918    | LHN                                                      | 1988 |       |
| P     | C.N. Railway Station                                                                   | Téléverser                                                                  | Carbonear                  |                              | 47.7376 -53.2306 | 1975  | 1898    | Registered Heritage Structure                            | 1987 |       |
| M     | Carbonear Railway Station Site Municipal Heritage Site                                 | Téléverser                                                                  | Carbonear                  |                              | 47.7375 -53.2294 | 12906 |         | Municipal Heritage Building, Structure or Land           | 2008 |       |
| P     | Keneally House                                                                         | Keneally House                                                              | Carbonear                  |                              | 47.739 -53.2306  | 2103  | 1849    | Registered Heritage Structure                            | 1988 |       |
| P     | Old Carbonear Post Office                                                              | Old Carbonear Post Office                                                   | Carbonear                  |                              | 47.7389 -53.2247 | 1851  | 1905    | Registered Heritage Structure                            | 1988 |       |
| P     | Pinehurst                                                                              | Pinehurst                                                                   | Carbonear                  |                              | 47.7388 -53.2217 | 2073  | 1921    | Registered Heritage Structure                            | 2001 |       |
| P     | Powell House                                                                           | Powell House                                                                | Carbonear                  |                              | 47.7407 -53.2098 | 2053  | 1899    | Registered Heritage Structure                            | 1990 |       |
| P     | Rorke Store                                                                            | Rorke Store                                                                 | Carbonear                  |                              | 47.7384 -53.2256 | 1881  | 1917    | Registered Heritage Structure                            | 1988 |       |
| P     | Rorke's Stone Jug                                                                      | Rorke's Stone Jug                                                           | Carbonear                  |                              | 47.7384 -53.2296 | 2143  | 1860    | Registered Heritage Structure                            | 1985 |       |
| P     | Rural Retreat (Peach's Farm)                                                           | Téléverser                                                                  | Carbonear                  |                              | 47.7475 -53.2209 | 2142  | 1833    | Registered Heritage Structure                            | 1985 |       |
| P     | St. James Anglican Church Registered Heritage Structure                                | St. James Anglican Church Registered Heritage Structure                     | Carbonear                  |                              | 47.7418 -53.2242 | 2041  | 1864    | Registered Heritage Structure                            | 2001 |       |
| P     | Drogheda (Valley of Hope)                                                              | Téléverser                                                                  | Clarke's Beach             |                              | 47.5074 -53.3084 | 1897  | 1850    | Registered Heritage Structure                            | 1997 |       |
| P     | Winter Home                                                                            | Winter Home                                                                 | Clarke's Beach             |                              | 47.5415 -53.2748 | 2055  | 1919    | Registered Heritage Structure                            | 1995 |       |
| M     | Alderdice Property Municipal Heritage Building                                         | Téléverser                                                                  | Conception Bay South       |                              | 47.5402 -52.9299 | 2062  | 1890    | Municipal Heritage Building, Structure or Land           | 2002 |       |
| M     | All Saints Anglican Cemetery 1 Municipal Heritage Site                                 | Téléverser                                                                  | Conception Bay South       |                              | 47.5143 -52.9837 | 2292  |         | Municipal Heritage Building, Structure or Land           | 2002 |       |
| M     | Butler's Store Municipal Heritage Building                                             | Téléverser                                                                  | Conception Bay South       |                              | 47.5093 -52.9874 | 2058  | 1900    | Municipal Heritage Building, Structure or Land           | 1999 |       |
| M     | Chief Operator's House Municipal Heritage Building                                     | Téléverser                                                                  | Conception Bay South       |                              | 47.4562 -53.0676 | 5935  | 1932    | Municipal Heritage Building, Structure or Land           | 2002 |       |
| M     | Chisholm House Municipal Heritage Site                                                 | Téléverser                                                                  | Conception Bay South       |                              | 47.5207 -52.9517 | 12927 | 1904    | Municipal Heritage Building, Structure or Land           | 1999 |       |
| M     | Geehan Building Municipal Heritage Building                                            | Téléverser                                                                  | Conception Bay South       |                              | 47.5397 -52.9221 | 7468  | 1890    | Municipal Heritage Building, Structure or Land           | 2007 |       |
| M     | Manuels River Linear Park Municipal Heritage Site                                      | Manuels River Linear Park Municipal Heritage Site                           | Conception Bay South       |                              | 47.5207 -52.9462 | 10638 |         | Municipal Heritage Building, Structure or Land           | 2007 |       |
| M     | Metcalfe Slaughter House and Barn, Upper Barn, Office and Shed Municipal Heritage Site | Téléverser                                                                  | Conception Bay South       |                              | 47.5255 -52.9446 | 14622 |         | Municipal Heritage Building, Structure or Land           | 2008 |       |
| M     | Miller House Municipal Heritage Site                                                   | Téléverser                                                                  | Conception Bay South       |                              | 47.5399 -52.928  | 16263 |         | Municipal Heritage Building, Structure or Land           | 2009 |       |
| P     | Morgan House                                                                           | Téléverser                                                                  | Conception Bay South       |                              | 47.4565 -53.0888 | 2174  | 1870    | Registered Heritage Structure                            | 2000 |       |
| M     | Morgan House Municipal Heritage Site                                                   | Téléverser                                                                  | Conception Bay South       |                              | 47.4564 -53.0887 | 14001 |         | Municipal Heritage Building, Structure or Land           | 2009 |       |
| M     | Prince of Orange Loyal Orange Lodge LOL 23 Municipal Heritage Building                 | Téléverser                                                                  | Conception Bay South       |                              | 47.505 -53.0055  | 2059  | 1875    | Municipal Heritage Building, Structure or Land           | 1999 |       |
| M     | St. John the Evangelist Anglican Church Municipal Heritage Site                        | Téléverser                                                                  | Conception Bay South       |                              | 47.5372 -52.9372 | 13716 | 1861    | Municipal Heritage Building, Structure or Land           | 1999 |       |
| M     | St. John the Evangelist Cemetery Municipal Heritage Site                               | St. John the Evangelist Cemetery Municipal Heritage Site                    | Conception Bay South       |                              | 47.5373 -52.9372 | 7466  |         | Municipal Heritage Building, Structure or Land           | 2007 |       |
| P     | St. John the Evangelist Church                                                         | St. John the Evangelist Church                                              | Conception Bay South       |                              | 47.5373 -52.9372 | 2179  | 1861    | Registered Heritage Structure                            | 1986 |       |
| M     | St. Peter’s Anglican Church and Cemetery Municipal Heritage Site                       | St. Peter’s Anglican Church and Cemetery Municipal Heritage Site            | Conception Bay South       |                              | 47.4787 -53.0539 | 2063  | 1909    | Municipal Heritage Building, Structure or Land           | 2002 |       |
| M     | St. Thomas of Villa Nova Cemetery Municipal Heritage Site                              | St. Thomas of Villa Nova Cemetery Municipal Heritage Site                   | Conception Bay South       |                              | 47.5235 -52.9475 | 7467  |         | Municipal Heritage Building, Structure or Land           | 2009 |       |
| M     | The Herder Property Municipal Heritage Site                                            | Téléverser                                                                  | Conception Bay South       |                              | 47.5298 -52.9579 | 13257 | 1932    | Municipal Heritage Building, Structure or Land           | 2003 |       |
| M     | The Hermitage Municipal Heritage Site                                                  | Téléverser                                                                  | Conception Bay South       |                              | 47.5372 -52.936  | 14002 |         | Municipal Heritage Building, Structure or Land           | 2009 |       |
| P     | The Hermitage                                                                          | The Hermitage                                                               | Conception Bay South       |                              | 47.5373 -52.9372 | 5934  |         | Registered Heritage Structure                            | 2004 |       |
| M     | The Road House Municipal Heritage Site                                                 | Téléverser                                                                  | Conception Bay South       |                              | 47.5388 -52.9364 | 16264 |         | Municipal Heritage Building, Structure or Land           | 2008 |       |
| M     | Topsail United Church Cemetery                                                         | Topsail United Church Cemetery                                              | Conception Bay South       | 2424 Conception Bay Highway  | 47.5393 -52.9373 | 2291  |         | Municipal Heritage Building, Structure or Land           | 2003 |       |
| M     | Upper Gullies United Church Cemetery Municipal Heritage Site                           | Téléverser                                                                  | Conception Bay South       |                              | 47.4847 -53.0437 | 14683 |         | Municipal Heritage Building, Structure or Land           | 2008 |       |
| P     | Trahey Property                                                                        | Téléverser                                                                  | Conception Harbour         |                              | 47.4409 -53.2075 | 2182  | 1900    | Registered Heritage Structure                            | 2003 |       |
| M     | Bulger, A Name Rock Municipal Heritage Site                                            | Téléverser                                                                  | Cupids                     |                              | 47.5476 -53.2239 | 10851 |         | Municipal Heritage Building, Structure or Land           | 2007 |       |
| M     | Burnt Head Arch Municipal Heritage Site                                                | Burnt Head Arch Municipal Heritage Site                                     | Cupids                     |                              | 47.5692 -53.2007 | 10855 |         | Municipal Heritage Building, Structure or Land           | 2007 |       |
| P     | Butler Property                                                                        | Butler Property                                                             | Cupids                     |                              | 47.5611 -53.2105 | 2043  | 1905    | Registered Heritage Structure                            | 2001 |       |
| M     | John Guy Flag Site Municipal Heritage Structure                                        | John Guy Flag Site Municipal Heritage Structure                             | Cupids                     |                              | 47.5478 -53.2283 | 10603 | 1910    | Municipal Heritage Building, Structure or Land           | 2007 |       |
| M     | Old Lighthouse Site Municipal Heritage Site                                            | Old Lighthouse Site Municipal Heritage Site                                 | Cupids                     |                              | 47.5549 -53.2267 | 10853 |         | Municipal Heritage Building, Structure or Land           | 2007 |       |
| P     | Lloyd George House                                                                     | Téléverser                                                                  | Dildo                      |                              | 47.5681 -53.5554 | 1929  | 1885    | Registered Heritage Structure                            | 1995 |       |
| M     | Bell Rock Municipal Heritage Site                                                      | Téléverser                                                                  | Fermeuse                   |                              | 46.9767 -52.9589 | 5313  |         | Municipal Heritage Building, Structure or Land           | 2006 |       |
| M     | Rock with 17th and 18th Century Graffiti Municipal Heritage Site                       | Téléverser                                                                  | Fermeuse                   |                              | 46.9623 -52.9363 | 5962  |         | Municipal Heritage Building, Structure or Land           | 2006 |       |
| M     | Rock with 19th Century Graffiti Carvings Municipal Heritage Site                       | Téléverser                                                                  | Fermeuse                   |                              | 46.961 -52.911   | 5967  |         | Municipal Heritage Building, Structure or Land           | 2006 |       |
| M     | St. Charles Borromeo Church and Grounds Municipal Heritage Site                        | St. Charles Borromeo Church and Grounds Municipal Heritage Site             | Fermeuse                   |                              | 46.9775 -52.9587 | 5532  | 1926    | Municipal Heritage Building, Structure or Land           | 2006 |       |
| M     | Bernard Kavanagh Premises Municipal Heritage Site                                      | Bernard Kavanagh Premises Municipal Heritage Site                           | Ferryland                  |                              | 47.0237 -52.8839 | 5456  |         | Municipal Heritage Building, Structure or Land           | 2006 |       |
| M     | Colony of Avalon Special Preservation Area Municipal Heritage District                 | Colony of Avalon Special Preservation Area Municipal Heritage District      | Ferryland                  |                              | 47.0227 -52.88   | 14542 |         | Municipal Heritage Building, Structure or Land           | 1998 |       |
| M     | Ferryland Head Lighthouse Keeper's Dwelling Municipal Heritage Site                    | Ferryland Head Lighthouse Keeper's Dwelling Municipal Heritage Site         | Ferryland                  |                              | 47.0168 -52.8577 | 5534  | 1871    | Municipal Heritage Building, Structure or Land           | 2006 |       |
| M     | Historic Ferryland Museum Municipal Heritage Site                                      | Historic Ferryland Museum Municipal Heritage Site                           | Ferryland                  |                              | 47.0263 -52.8845 | 5533  | 1916    | Municipal Heritage Building, Structure or Land           | 2006 |       |
| P     | Holy Trinity Roman Catholic Church Registered Heritage Structure                       | Holy Trinity Roman Catholic Church Registered Heritage Structure            | Ferryland                  |                              | 47.0252 -52.8845 | 1939  | 1865    | Registered Heritage Structure                            | 1995 |       |
| M     | North Side Burial Ground Municipal Heritage Site                                       | Téléverser                                                                  | Ferryland                  |                              | 47.0314 -52.8834 | 12907 |         | Municipal Heritage Building, Structure or Land           | 2008 |       |
| M     | South Side Burial Ground Municipal Heritage Site                                       | Téléverser                                                                  | Ferryland                  |                              | 47.0236 -52.8856 | 12908 |         | Municipal Heritage Building, Structure or Land           | 2008 |       |
| M     | The Downs Historic Conservation Area                                                   | The Downs Historic Conservation Area                                        | Ferryland                  |                              | 47.019 -52.8613  | 6119  |         | Municipal Heritage Building, Structure or Land           | 1998 |       |
| F     | Phare de Ferryland Head                                                                | Téléverser                                                                  | Ferryland Head             |                              | 47.0163 -52.8593 | 4728  | 1871    | Recognized Federal Heritage Building                     | 1991 |       |
| M     | Blessing of the Fleet and Homily Site                                                  | Blessing of the Fleet and Homily Site                                       | Flatrock                   |                              | 47.705 -52.7102  | 4438  | 1985    | Municipal Heritage Building, Structure or Land           | 2005 |       |
| M     | Our Lady of Lourdes Grotto                                                             | Our Lady of Lourdes Grotto                                                  | Flatrock                   |                              | 47.705 -52.7133  | 4502  | 1958    | Municipal Heritage Building, Structure or Land           | 2005 |       |
| P     | Davis House                                                                            | Davis House                                                                 | Freshwater                 |                              | 47.7567 -53.1844 | 1886  | 1850    | Registered Heritage Structure                            | 1989 |       |
| F     | Lieu historique national du Canada du Paysage-des-Murs-de-Grates Cove                  | Lieu historique national du Canada du Paysage-des-Murs-de-Grates Cove       | Grates Cove                |                              | 48.1667 -52.9333 | 12745 | 2009    | National Historic Site of Canada                         | 1995 |       |
| P     | Loyal Orange Lodge LOL 9                                                               | Téléverser                                                                  | Green's Harbour            |                              | 47.6331 -53.51   | 2198  | 1898    | Registered Heritage Structure                            | 1995 |       |
| F     | Tour de phare                                                                          | Téléverser                                                                  | Gull Island                |                              | 49.9983 -55.3592 | 3906  | 1884    | Recognized Federal Heritage Building                     | 1989 |       |
| P     | Custard Head Fishing Premises                                                          | Custard Head Fishing Premises                                               | Hant's Harbour             |                              | 48.0155 -53.2592 | 2199  | 1905    | Registered Heritage Structure                            | 1999 |       |
| P     | Cathedral of Immaculate Conception                                                     | Cathedral of Immaculate Conception                                          | Harbour Grace              |                              | 47.6956 -53.2113 | 2326  | 1899    | Registered Heritage Structure                            | 1990 |       |
| P     | Goodland House                                                                         | Goodland House                                                              | Harbour Grace              |                              | 47.6912 -53.2232 | 1996  | 1850    | Registered Heritage Structure                            | 1995 |       |
| M     | Gordon G. Pike Railway Heritage Museum and Park                                        | Gordon G. Pike Railway Heritage Museum and Park                             | Harbour Grace              |                              | 47.6958 -53.2184 | 4184  | 1884    | Municipal Heritage Building, Structure or Land           | 2006 |       |
| M     | Harbour Grace Fire Bell                                                                | Téléverser                                                                  | Harbour Grace              |                              | 47.6903 -53.2208 | 4185  |         | Municipal Heritage Building, Structure or Land           | 2006 |       |
| P     | Harbour Grace Registered Heritage District                                             | Harbour Grace Registered Heritage District                                  | Harbour Grace              |                              | 47.693 -53.2123  | 2381  | 1890    | Registered Heritage District                             | 1992 |       |
| F     | Lieu historique national du Canada du Palais-de-Justice-de-Harbour Grace               | Lieu historique national du Canada du Palais-de-Justice-de-Harbour Grace    | Harbour Grace              | 2 Harvey Street              | 47.6833 -53.2625 | 7537  | 1830    | National Historic Site of Canada                         | 1966 |       |
| M     | Masonic Lodge Harbour Grace 476 A.F. and A.M., S.C                                     | Masonic Lodge Harbour Grace 476 A.F. and A.M., S.C                          | Harbour Grace              |                              | 47.6914 -53.2224 | 4189  |         | Municipal Heritage Building, Structure or Land           | 2006 |       |
| M     | Otterbury School House                                                                 | Otterbury School House                                                      | Harbour Grace              |                              | 47.6763 -53.2502 | 4191  |         | Municipal Heritage Building, Structure or Land           | 2006 |       |
| P     | Payne House                                                                            | Payne House                                                                 | Harbour Grace              |                              | 47.6896 -53.2252 | 1997  | 1856    | Registered Heritage Structure                            | 1999 |       |
| P     | Ridley Hall Ruins Registered Heritage Structure                                        | Ridley Hall Ruins Registered Heritage Structure                             | Harbour Grace              |                              | 47.6927 -53.2153 | 8582  |         | Registered Heritage Structure                            | 1994 |       |
| P     | Ridley Office                                                                          | Ridley Office                                                               | Harbour Grace              |                              | 47.6913 -53.2166 | 2317  | 1838    | Registered Heritage Structure                            | 1990 |       |
| M     | Roman Catholic Parish Cemetery                                                         | Roman Catholic Parish Cemetery                                              | Harbour Grace              |                              | 47.6924 -53.2177 | 4190  |         | Municipal Heritage Building, Structure or Land           | 2006 |       |
| P     | Rothesay House, Munn/Godden Residence                                                  | Rothesay House, Munn/Godden Residence                                       | Harbour Grace              |                              | 47.6937 -53.2127 | 3305  | 1906    | Registered Heritage Structure                            | 2005 |       |
| P     | St. Paul's Anglican Church                                                             | St. Paul's Anglican Church                                                  | Harbour Grace              |                              | 47.6956 -53.2173 | 2144  | 1835    | Registered Heritage Structure                            | 1995 |       |
| M     | The Maples                                                                             | The Maples                                                                  | Harbour Grace              |                              | 47.6927 -53.2153 | 4192  | 1900    | Municipal Heritage Building, Structure or Land           | 2006 |       |
| P     | Victoria Manor                                                                         | Victoria Manor                                                              | Harbour Grace              |                              | 47.6921 -53.224  | 2044  | 1830    | Registered Heritage Structure                            | 1995 |       |
| P     | West End Mercantile Establishment                                                      | West End Mercantile Establishment                                           | Harbour Grace              |                              | 47.6896 -53.2252 | 3081  | 1853    | Registered Heritage Structure                            | 2005 |       |
| P     | Cable Staff House 1                                                                    | Cable Staff House 1                                                         | Heart's Content            |                              | 47.8735 -53.3675 | 2225  | 1888    | Registered Heritage Structure                            | 1995 |       |
| P     | Cable Staff House 2                                                                    | Cable Staff House 2                                                         | Heart's Content            |                              | 47.8735 -53.3675 | 2224  | 1888    | Registered Heritage Structure                            | 1995 |       |
| P     | Heart's Content Cable Station                                                          | Heart's Content Cable Station                                               | Heart's Content            |                              | 47.8728 -53.3696 | 3057  | 1876    | Provincial Historic Site                                 | 1974 |       |
| M     | Heyfield Memorial United Church and Cemetery Municipal Heritage Site                   | Heyfield Memorial United Church and Cemetery Municipal Heritage Site        | Heart's Content            |                              | 47.8955 -53.3681 | 7307  | 1878    | Municipal Heritage Building, Structure or Land           | 2007 |       |
| F     | Phare (Heart's Content)                                                                | Téléverser                                                                  | Heart's Content            |                              | 47.8822 -53.385  | 3975  | 1901    | Recognized Federal Heritage Building                     | 1990 |       |
| P     | Society of United Fishermen Lodge SUF 1                                                | Society of United Fishermen Lodge SUF 1                                     | Heart's Content            |                              | 47.875 -53.3698  | 2202  | 1869    | Registered Heritage Structure                            | 1993 |       |
| P     | Reid's General Store                                                                   | Téléverser                                                                  | Heart's Delight-Islington  |                              | 47.771 -53.465   | 2227  |         | Registered Heritage Structure                            | 2003 |       |
| M     | Chapel Cemetery Municipal Heritage Site                                                | Téléverser                                                                  | Holyrood                   |                              | 47.655 -52.7259  | 10190 |         | Municipal Heritage Building, Structure or Land           | 2008 |       |
| M     | Fjordheim Property Municipal Heritage Site                                             | Téléverser                                                                  | Holyrood                   |                              | 47.3952 -53.1199 | 10192 | 1934    | Municipal Heritage Building, Structure or Land           | 2008 |       |
| M     | Lulah-Oh! / Carroll Property Municipal Heritage Site                                   | Lulah-Oh! / Carroll Property Municipal Heritage Site                        | Holyrood                   |                              | 47.3887 -53.1363 | 8371  |         | Municipal Heritage Building, Structure or Land           | 2007 |       |
| M     | Veitch Property Municipal Heritage Site                                                | Téléverser                                                                  | Holyrood                   |                              | 47.3872 -53.136  | 10193 |         | Municipal Heritage Building, Structure or Land           | 2008 |       |
| P     | Shano/Le Shane Property Registered Heritage Structure                                  | Shano/Le Shane Property Registered Heritage Structure                       | Lower Island Cove          |                              | 48.0086 -52.9754 | 6246  | 1860    | Registered Heritage Structure                            | 2006 |       |
| P     | Markland Cottage Hospital Registered Heritage Structure                                | Téléverser                                                                  | Markland                   |                              | 47.4027 -53.5448 | 7784  | 1935    | Registered Heritage Structure                            | 2007 |       |
| M     | Admiralty House Museum and Archives                                                    | Téléverser                                                                  | Mount Pearl                |                              | 47.5053 -52.7961 | 2019  | 1915    | City of Mount Pearl Heritage Building, Structure or Land | 1990 |       |
| M     | Burrage’s Stage Municipal Heritage Site                                                | Téléverser                                                                  | New Perlican               |                              | 47.9102 -53.3588 | 15372 | 1962    | Municipal Heritage Building, Structure or Land           | 2009 |       |
| M     | Sittin' Rock Municipal Heritage Site                                                   | Téléverser                                                                  | New Perlican               |                              | 47.9041 -53.357  | 14003 |         | Municipal Heritage Building, Structure or Land           | 2008 |       |
| M     | St. Matthew's United Church Southside Cemetery Municipal Heritage Site                 | Téléverser                                                                  | New Perlican               |                              | 47.911 -53.3567  | 14004 |         | Municipal Heritage Building, Structure or Land           | 2008 |       |
| M     | Town of New Perlican Heritage Conservation Zone Municipal Heritage District            | Town of New Perlican Heritage Conservation Zone Municipal Heritage District | New Perlican               |                              | 47.908 -53.358   | 8148  |         | Municipal Heritage Building, Structure or Land           | 2002 |       |
| M     | Waterloo Loyal Orange Lodge No. 18 Municipal Heritage Site                             | Téléverser                                                                  | New Perlican               |                              | 47.9084 -53.358  | 14413 | 1931    | Municipal Heritage Building, Structure or Land           | 2009 |       |
| P     | Aubrey and Elizabeth Crowley Property                                                  | Aubrey and Elizabeth Crowley Property                                       | Ochre Pit Cove             |                              | 47.9092 -53.0667 | 1901  | 1915    | Registered Heritage Structure                            | 2001 |       |
| P     | Beckett Property                                                                       | Beckett Property                                                            | Old Perlican               |                              | 48.0831 -53.0063 | 1928  | 1902    | Registered Heritage Structure                            | 2001 |       |
| M     | John Parot's Grave Municipal Heritage Site                                             | Téléverser                                                                  | Old Perlican               |                              | à géolocaliser   | 5668  |         | Municipal Heritage Building, Structure or Land           | 2000 |       |
| P     | Petty Harbour Hydro-Electric Generating Station                                        | Petty Harbour Hydro-Electric Generating Station                             | Petty Harbour              |                              | 47.4652 -52.7119 | 4326  | 1900    | Registered Historic Site                                 | 1985 |       |
| M     | Anglo American Telegraph Building Municipal Heritage Building                          | Anglo American Telegraph Building Municipal Heritage Building               | Placentia                  |                              | 47.2474 -53.9611 | 6249  | 1876    | Municipal Heritage Building, Structure or Land           | 2006 |       |
| P     | Anglo American Telegraph Company Cable Office Registered Heritage Structure            | Téléverser                                                                  | Placentia                  |                              | 47.2474 -53.9611 | 3845  | 1876    | Registered Heritage Structure                            | 2005 |       |
| M     | Argentia 282 Coastal Defence Battery Municipal Heritage Site                           | Téléverser                                                                  | Placentia                  |                              | 47.2734 -53.9896 | 6122  | 1941    | Municipal Heritage Building, Structure or Land           | 2006 |       |
| M     | Fort Frederick                                                                         | Fort Frederick                                                              | Placentia                  |                              | 47.2492 -53.9618 | 4067  | 1717    | Municipal Heritage Building, Structure or Land           | 1972 |       |
| F     | Lieu historique national du Canada de Castle Hill                                      | Lieu historique national du Canada de Castle Hill                           | Placentia                  | Route 100                    | 47.2513 -53.9722 | 7565  | 1762    | National Historic Site of Canada                         | 1968 |       |
| M     | O'Reilly House Municipal Heritage Building                                             | O'Reilly House Municipal Heritage Building                                  | Placentia                  |                              | à géolocaliser   | 6120  | 1902    | Municipal Heritage Building, Structure or Land           | 2006 |       |
| P     | O'Reilly House Registered Heritage Structure                                           | Téléverser                                                                  | Placentia                  |                              | à géolocaliser   | 2233  | 1902    | Registered Heritage Structure                            | 1999 |       |
| M     | Our Lady of Angels / Presentation Convent Municipal Heritage Building                  | Our Lady of Angels / Presentation Convent Municipal Heritage Building       | Placentia                  |                              | 47.2441 -53.9615 | 6248  | 1864    | Municipal Heritage Building, Structure or Land           | 2006 |       |
| P     | Our Lady of Angels / Presentation Convent Registered Heritage Structure                | Téléverser                                                                  | Placentia                  |                              | 47.2441 -53.9615 | 2234  | 1864    | Registered Heritage Structure                            | 1991 |       |
| P     | St. Luke's Anglican Church                                                             | Téléverser                                                                  | Placentia                  |                              | 47.2462 -53.9616 | 2327  | 1908    | Registered Heritage Structure                            | 2000 |       |
| M     | St. Luke's Anglican Church Municipal Heritage Building                                 | St. Luke's Anglican Church Municipal Heritage Building                      | Placentia                  |                              | 47.2462 -53.9616 | 6247  | 1908    | Municipal Heritage Building, Structure or Land           | 2006 |       |
| M     | Wakeham Sawmill Municipal Heritage Building                                            | Wakeham Sawmill Municipal Heritage Building                                 | Placentia                  |                              | 47.2456 -53.9586 | 6123  | 1912    | Municipal Heritage Building, Structure or Land           | 2006 |       |
| P     | Wakeham Sawmill Registered Heritage Structure                                          | Téléverser                                                                  | Placentia                  |                              | 47.2456 -53.9586 | 4041  | 1912    | Registered Heritage Structure                            | 2005 |       |
| P     | Porter House                                                                           | Téléverser                                                                  | Port de Grave              |                              | 47.6006 -53.185  | 2042  | 1904    | Registered Heritage Structure                            | 1999 |       |
| M     | Mother M. Bernard Kirwan Memorial Municipal Heritage Site                              | Mother M. Bernard Kirwan Memorial Municipal Heritage Site                   | Port Kirwan                |                              | 46.9694 -52.9095 | 7278  |         | Municipal Heritage Building, Structure or Land           | 2007 |       |
| M     | Old Cemetery Municipal Heritage Site                                                   | Old Cemetery Municipal Heritage Site                                        | Port Kirwan                |                              | 46.9707 -52.9098 | 5050  |         | Municipal Heritage Building, Structure or Land           | 2006 |       |
| P     | White House                                                                            | Téléverser                                                                  | Portugal Cove              |                              | 47.6225 -52.8606 | 3842  |         | Registered Heritage Structure                            | 1992 |       |
| M     | West Point Cemetery Municipal Heritage Site                                            | Téléverser                                                                  | Portugal Cove-St. Philip's |                              | 47.6234 -52.8662 | 12064 |         | Municipal Heritage Building, Structure or Land           | 2008 |       |
| M     | Devil's Rock                                                                           | Téléverser                                                                  | Renews-Cappahayden         |                              | 46.9329 -52.9451 | 4435  |         | Municipal Heritage Building, Structure or Land           | 2005 |       |
| P     | Holy Apostles Church                                                                   | Holy Apostles Church                                                        | Renews-Cappahayden         |                              | 46.9282 -52.9113 | 2110  | 1877    | Registered Heritage Structure                            | 1993 |       |
| M     | Midnight Hill and Grotto de Lourdes on Mass Rock Municipal Heritage Site               | Midnight Hill and Grotto de Lourdes on Mass Rock Municipal Heritage Site    | Renews-Cappahayden         |                              | 46.9287 -52.9327 | 4683  | 1928    | Municipal Heritage Building, Structure or Land           | 2005 |       |
| M     | Old Cemetery                                                                           | Old Cemetery                                                                | Renews-Cappahayden         |                              | 46.9235 -52.9311 | 4437  |         | Municipal Heritage Building, Structure or Land           | 2005 |       |
| M     | Presentation Cemetery Municipal Heritage Site                                          | Presentation Cemetery Municipal Heritage Site                               | Renews-Cappahayden         |                              | 46.9287 -52.9336 | 5051  |         | Municipal Heritage Building, Structure or Land           | 2006 |       |
| M     | Presentation Convent Grounds Municipal Heritage Site                                   | Presentation Convent Grounds Municipal Heritage Site                        | Renews-Cappahayden         |                              | 46.9285 -52.9331 | 5385  |         | Municipal Heritage Building, Structure or Land           | 2006 |       |
| M     | Paddy Miller House Municipal Heritage Building                                         | Téléverser                                                                  | Southern Harbour           |                              | 47.709 -53.97    | 8146  |         | Municipal Heritage Building, Structure or Land           | 2004 |       |
| P     | Mark Gosse Residence                                                                   | Mark Gosse Residence                                                        | Spaniard's Bay             |                              | 47.6083 -53.2858 | 2039  | 1901    | Registered Heritage Structure                            | 2004 |       |
| M     | Spaniard's Bay United Church Municipal Heritage Site                                   | Téléverser                                                                  | Spaniard's Bay             |                              | 47.6209 -53.2764 | 6192  | 1894    | Municipal Heritage Building, Structure or Land           | 2006 |       |
| P     | Spaniard's Bay United Church Registered Heritage Structure                             | Téléverser                                                                  | Spaniard's Bay             |                              | 47.6209 -53.2764 | 7783  | 1894    | Registered Heritage Structure                            | 2007 |       |
| F     | Phare du cap St. Mary's                                                                | Téléverser                                                                  | St. Bride's                |                              | 46.8231 -54.196  | 13042 | 1860    | Recognized Federal Heritage Building                     | 2007 |       |
| M     | Women’s Patriotic Association War Memorial Municipal Heritage Site                     | Women’s Patriotic Association War Memorial Municipal Heritage Site          | Sunnyside                  |                              | 47.8583 -53.9221 | 7465  |         | Municipal Heritage Building, Structure or Land           | 2006 |       |
| M     | Codner House and Shed                                                                  | Téléverser                                                                  | Torbay                     |                              | 47.66 -52.7325   | 4492  |         | Municipal Heritage Building, Structure or Land           | 2005 |       |
| M     | Old Holy Trinity Parish Cemetery Municipal Heritage Site                               | Téléverser                                                                  | Torbay                     |                              | 47.6547 -52.7259 | 8243  |         | Municipal Heritage Building, Structure or Land           | 2007 |       |
| M     | Old St. Nicholas Anglican Cemetery Municipal Heritage Site                             | Téléverser                                                                  | Torbay                     |                              | 47.66 -52.7315   | 8147  |         | Municipal Heritage Building, Structure or Land           | 2007 |       |
| P     | Victoria Hydro-Electric Generating Station                                             | Téléverser                                                                  | Victoria                   | VictoriaNL_HydroStation.jpg  | 47.7752 -53.2154 | 4327  | 1904    | Registered Historic Site                                 | 1985 |       |
| P     | Bell Island No. 2 Mine Registered Heritage Structure                                   | Téléverser                                                                  | Wabana                     |                              | 47.6465 -52.9473 | 6245  |         | Registered Heritage Structure                            | 2006 |       |
| P     | Somerton Property                                                                      | Téléverser                                                                  | Wabana                     |                              | 47.6465 -52.9465 | 1866  | 1930    | Registered Heritage Structure                            | 2003 |       |
| P     | Western Bay Railway Station                                                            | Western Bay Railway Station                                                 | Western Bay                |                              | 47.8802 -53.0869 | 2067  | 1914    | Registered Heritage Structure                            | 1994 |       |
| M     | Burgess Fishing Property Municipal Heritage Building                                   | Téléverser                                                                  | Whiteway                   |                              | 47.6809 -53.4867 | 5467  | 1900    | Municipal Heritage Building, Structure or Land           | 2006 |       |
| P     | Holy Trinity Convent and Chapel Registered Heritage Structure                          | Holy Trinity Convent and Chapel Registered Heritage Structure               | Witless Bay                |                              | 47.2811 -52.8314 | 3761  |         | Registered Heritage Structure                            | 2005 |       |
| M     | Old Witless Bay Cemetery                                                               | Téléverser                                                                  | Witless Bay                |                              | 47.2798 -52.822  | 5052  |         | Municipal Heritage Building, Structure or Land           | 2006 |       |